# Agapetes

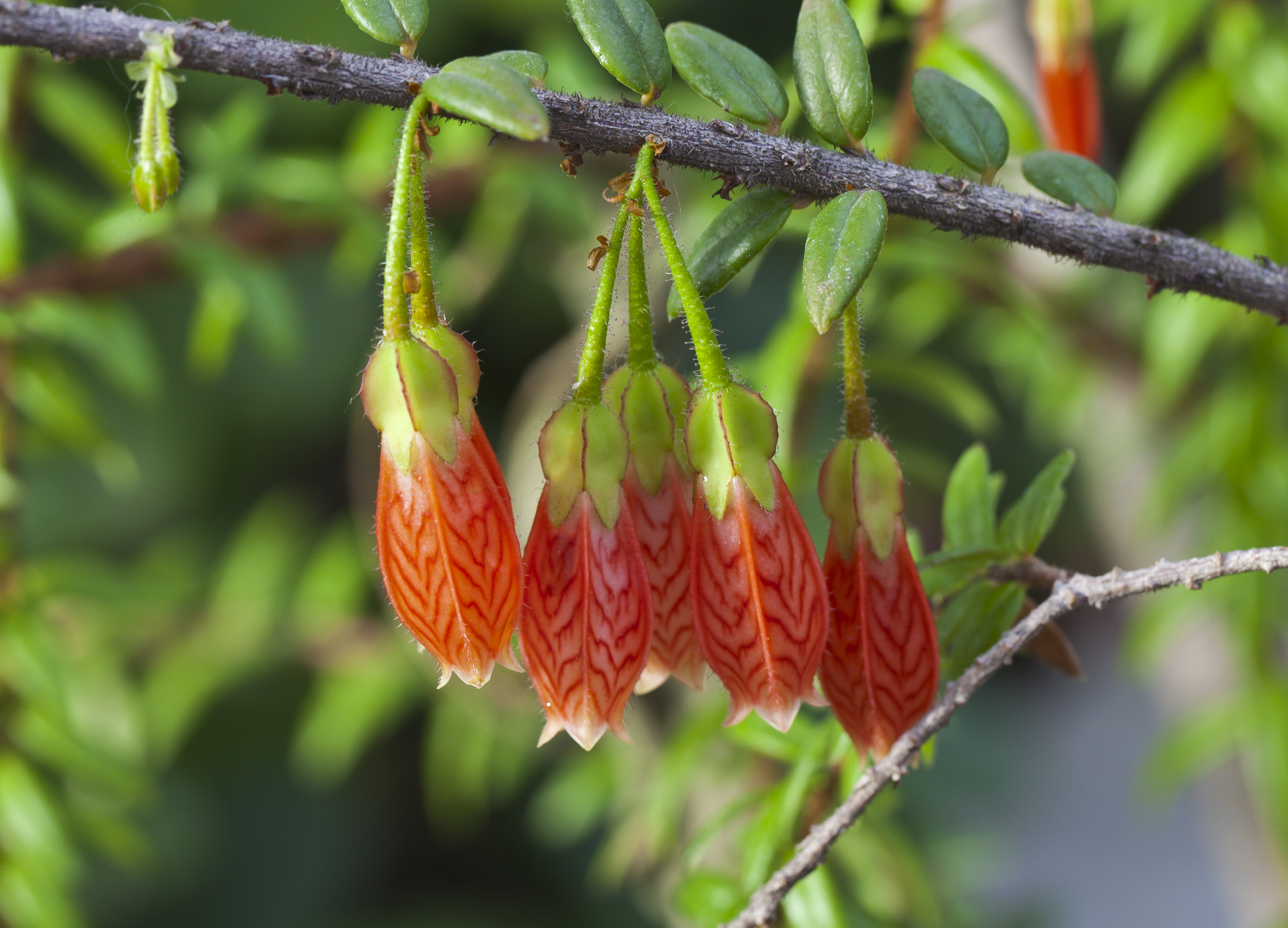
Agapetes serpens.

Agapetes es un género de arbustos pertenecientes a la familia Ericaceae. Comprende 198 especies descritas y de estas, solo 147 aceptadas.

## Taxonomía
El género  fue descrito por D.Don ex G.Don y publicado en A General History of the Dichlamydeous Plants 3: 862. 1834.   La especie tipo es: Agapetes setigera D. Don ex G. Don

## Especies seleccionadas
- Agapetes aborensis Airy Shaw
- Agapetes acosta Dunal
- Agapetes acuminata D.Don ex G.Don
- Agapetes acuminatissimum Nied.
- Agapetes affinis (Griff.) Airy Shaw
- Agapetes arunachalensis D.Banik & Sanjappa
- Agapetes beccariana Koord.
- Agapetes bhutanica N.P.Balakr. & Sud.Chowdhury
- Agapetes brandisiana W.E.Evans
- Agapetes bullata Dop
- Agapetes buxifolia Nutt. ex Hook.f.
- Agapetes camelliifolia S.H.Huang
- Agapetes costata C.H.Wright & Sleumer